# 維多利亞河
維多利亞河（Victoria River）是澳洲北領地西北部的一條河流，發源於考爾卡林吉南方不遠處，往北注入約瑟夫波拿巴灣。總長560公里。

維多利亞河在北領地的位置（左上）

維多利亞河在1839年被英國探險家約翰·克雷門茲·威克姆造訪，他以英國女王維多利亞命名。